# Грид
Грид (нордически: Gríðr – „лакомия, ненаситност“) е великанка от рода на йотуните в скандинавската митология. Тя не живее с другите йотуни, тъй като не споделя ненавистта им към боговете аси. Има любовна връзка с Один, от която се ражда Видар. Помага на бог Тор при двубоя му с йотуна Гейрод, като му дава железни ръкавици и вълшебната тояга Гридавьол (Grídarvöl), които спасяват живота му.